# Nayla Hayek
Pour les articles homonymes, voir Hayek.
Nayla Hayek est une femme entrepreneuse de nationalité suisse, d'origine libanaise née le 1er janvier 1951. Elle est à la tête du conseil d’administration de Swatch Group depuis 2010. Elle dirige le groupe horloger suisse, leader mondial du marché de la montre.

## Biographie
Nayla Hayek est la fille de Nicolas Hayek et Marianne Metzger-Hayek,, fille d'un industriel suisse.  

### Études
Nayla Hayek a suivi des études à la European University de Montreux en Chine, dont elle est Dr honoris causa.

### Carrière dans l'équitation
Depuis l'enfance Nayla Hayek s'intéresse à l'équitation et aux chevaux. Ceci la conduit plus tard à élever des chevaux et à occuper des fonctions de juge arbitre internationale pour les chevaux arabes au sein de la World Arabian Horse Organization (WAHO) dont elle est membre. Elle a créé un élevage d'une cinquantaine de chevaux près de Zurich, à Schleinikon. Elle y élève des purs sang arabes depuis 1970 et des Quarter Horses depuis 1990. En 1992, Le ministre des finances allemand, Jürgen Möllemann, offre le pur-sang Omega-Massud, issu de son élevage, au roi Fahd, d'Arabie Saoudite lors d'une visite d'État. C'est à la fois une reconnaissance internationale de son statut d'éleveur et une belle publicité pour la marque Omega dans ce pays du Moyen-Orient. Son activité d'éleveur de chevaux et son expertise des chevaux arabes ont aidé le groupe Swatch à construire un réseau et à maintenir des contacts avec le Moyen-Orient.

### Carrière dans l'industrie du luxe et de l'horlogerie
Elle commence sa carrière dans le groupe Swatch en 1991 en tant que représentante pour le Moyen-Orient en parallèle avec sa carrière de juge arbitre internationale dans le domaine de l'équitation. 
En 2008, le groupe Swatch s'associe officiellement à la marque Tiffany (Tiffany Watches) et c'est Nayla Hayek qui dirige cette nouvelle entité, basée à Dubaï[réf. nécessaire].
Quelques mois après l'acquisition de la société Harry Winston en début d'année 2013, elle devient CEO de cette entreprise de joaillerie de luxe. La présidente de Swatch Group, Nayla Hayek, prend la direction de la marque américaine de joaillerie et d'horlogerie Harry Winston en mai 2013 dont elle présidait déjà le conseil d'administration depuis le mois de mars. Dans le cadre de ce rachat, elle acquiert, le 15 mai 2013, le Legacy, diamant dit le « plus parfait au monde », une poire de 101 carats et de 27 millions de dollars, chez Christie's à Genève. L'année d'après, dans la même salle de vente aux enchères, elle investit 24 millions de dollars pour l'acquisition d'un nouveau diamant, de couleur bleue qu'elle baptise « The Winston Blue ». Sa stratégie est d'investir entre 20 et 40 millions de dollars de marchandises pour développer les points de vente du joailler. 
Elle est aussi à un moment donné responsable du marché moyen-oriental pour l’entreprise de conseil Hayek Engineering, fondée en 1963.   
Après avoir exercé diverses responsabilité au sein du groupe Swatch et été vice-présidente du conseil d'administration Nayla Hayek succède à son père Nicolas Hayek en tant que présidente du conseil d’administration de Swatch Group en 2010. Elle dirige le groupe horloger suisse jusqu'en 2013 après avoir siégé cinq ans à ce même conseil. Elle est aussi responsable de la filiale du groupe à Dubaï (Swatch Group Moyen-Orient), de Hayek Immobilier SA et de Hayek Engineering AG (HEAG) fondée en 1963. Ses différentes fonctions au sein du groupe font d'elle une des femmes les plus puissantes au monde,.   
Son influence dans les pays du Golfe tient notamment à ses responsabilités au sein du groupe de luxe Rivoli où elle représente les intérêts du groupe Swatch, dans lequel Swatch a acquis une participation stratégique en 2008. En 2014, Nayla Hayek figurait dans le trio de tête des plus hautes rémunérations des présidents de conseil des entreprises du SLI (Swiss Leader Index) avec une somme perçue de  4.914.575 CHF en sus de son salaire de 231.378 CHF.

## Vie privée
Nayla est la mère de Marc Alexander Hayek né le 24 février 1971. Elle est la sœur de Nick Hayek dont elle est l'aînée de trois ans, CEO du groupe Swatch en 2003.
Elle a été mariée à Roland Weber, un industriel suisse alémanique, dont elle est divorcée[réf. nécessaire].